# 溴苯
溴苯是一种苯的卤代物。无色至淡黄色澄清液体，有特殊的芳香气味。

## 制备
由溴和苯在溴化铁的催化下反应生成溴苯和溴化氢。方程式：
{\displaystyle {\rm {C_{6}H_{6}+Br_{2}\rightarrow C_{6}H_{5}Br+HBr\,}}}
由于溴和铁粉反应生成溴化铁，因此加入铁粉即可起催化作用。
反应机理：

## 用途
用于制药。也用于制备相应的苯基格氏试剂（苯基溴化镁）。